# 위그너 효과
위그너 효과(Wigner effect, 발견자 유진 위그너의 이름을 따서 명명됨)는 중성자 방사선에 의해 발생하는 고체 내 원자의 변위이다.
모든 고체는 위그너 효과를 표출할 수 있다. 이 효과는 빠른 중성자의 속도를 줄여 이를 우라늄-235와 관련된 핵 연쇄 반응을 유지할 수 있는 열 중성자로 바꾸는 흑연과 같은 중성자 감속재에서 가장 우려되는 부분이다.

## 원인
위그너 효과를 일으키려면 결정 구조의 원자와 충돌하는 중성자가 격자에서 이를 대체할 만큼 충분한 에너지를 가져야 한다. 이 양(임계 변위 에너지)은 약 25eV이다. 중성자의 에너지는 매우 다양할 수 있지만 원자로 중심에서 최대 10MeV(10,000,000eV) 이상의 에너지를 갖는 것은 드문 일이 아니다. 상당한 양의 에너지를 가진 중성자는 탄성 충돌을 통해 매트릭스에 변위 캐스케이드를 생성한다.
예를 들어, 1MeV 중성자 충돌 흑연은 900개의 변위를 생성한다. 모든 변위가 결함을 생성하는 것은 아니다. 충돌한 원자 중 일부가 기존의 작은 공극 또는 충돌한 다른 원자에 의해 새로 형성된 공극인 공극을 찾아서 채우기 때문이다.